# Montsûrs
Montsûrs är en kommun i departementet Mayenne i regionen Pays de la Loire i nordvästra Frankrike. Kommunen ligger i kantonen Montsûrs som tillhör arrondissementet Laval. År 2018 hade Montsûrs 1 961 invånare.

## Befolkningsutveckling
Antalet invånare i kommunen Montsûrs
| Referens: INSEE |